# KajHa
Kajaanin Haka is een Finse voetbalclub uit de stad Kajaani, in het noordoosten van het land. Naar Fins gebruik wordt de club meestal aangeduid met KajHa. De club werd in 1953 opgericht en heeft geel en zwart als traditionele kleuren. 

## Geschiedenis
Hevossuon Haka werd in 1953 opgericht, tien jaar later werd de huidige naam aangenomen. Het speelde in totaal vijf seizoenen in de tweede klasse (eerst Suomisarjaa en later Ykkönen). Voor de laatste keer was dat in 1999. De club kwam in de schaduw te staan na de oprichting van AC Kajaani in 2006, maar nadat deze vereniging in 2020 werd opgeheven, werd KajHa weer de hoogst spelende club uit de stad. 